# Michael Guinzburg
Œuvres principales
- Envoie-moi au ciel, Scotty

Michael Guinzburg, né le 10 septembre 1958 à New York, est un écrivain américain de roman policier principalement connu pour son roman Envoie-moi au ciel, Scotty. Il écrit et réalise son premier film, American Seagull, en 2013.

## Biographie
Il exerce une multitude de petits métiers avant de publier en 1993 son premier roman, Beam Me Up, Scotty (Envoie-moi au ciel, Scotty), un roman sur l'addiction à la drogue et la déchéance humaine. Bien reçu en France, il y publie ses romans suivants, Top of the World, Ma! (L’Irremplaçable Expérience de l'explosion de la tête) et The Plumber of Souls (Le Plombier des âmes), avant leur parution aux États-Unis. En 2013, il scénarise, produit et réalise le film American Seagull, d'après la pièce de théâtre La Mouette d'Anton Tchekov.

## Œuvre

### Romans
- Beam Me Up, Scotty (1993) Publié en français sous le titre Envoie-moi au ciel, Scotty, Paris, Gallimard, La Noire, 1995, réédition Folio Policier no 81, 1999, réédition Le Cercle Polar, 2002.
- Gangsta Wore Red (2000) Publié en français sous le titre Gangster en rouge, Paris, Librio noir no 412, 2000.
- Top of the World, Ma! (2001) Publié en français sous le titre L’Irremplaçable Expérience de l'explosion de la tête, Paris, Gallimard, La Noire, 1997.
- The Plumber of Souls (2002) Publié en français sous le titre Le Plombier des âmes, Paris, Grasset, 1999.
- The Lightier Thief Publié en français sous le titre Le Voleur de briquets, Paris, Librio noir no 360, 2000.

### Nouvelle (sélection partielle)
- Lettres aux morts Nouvelle publiée en français dans le recueil collectif Les Treize Morts d'Albert Ayler, Paris, Gallimard, Série noire no 2442, 1997.

## Filmographie

### Comme scénariste et réalisateur
- 2013 : American Seagull